# Lixus angustatus
Lixus angustatus là một loài côn trùng sinh sống ở châu Âu (bao gồm bán đảo Ilberia) và lưu vực Địa Trung Hải.
Hastings Country Park đã có ghi chép cuối cùng của Anh về loài này và ngày nay chúng được xem là không còn hiện diện ở Đại Anh.

## Hình ảnh

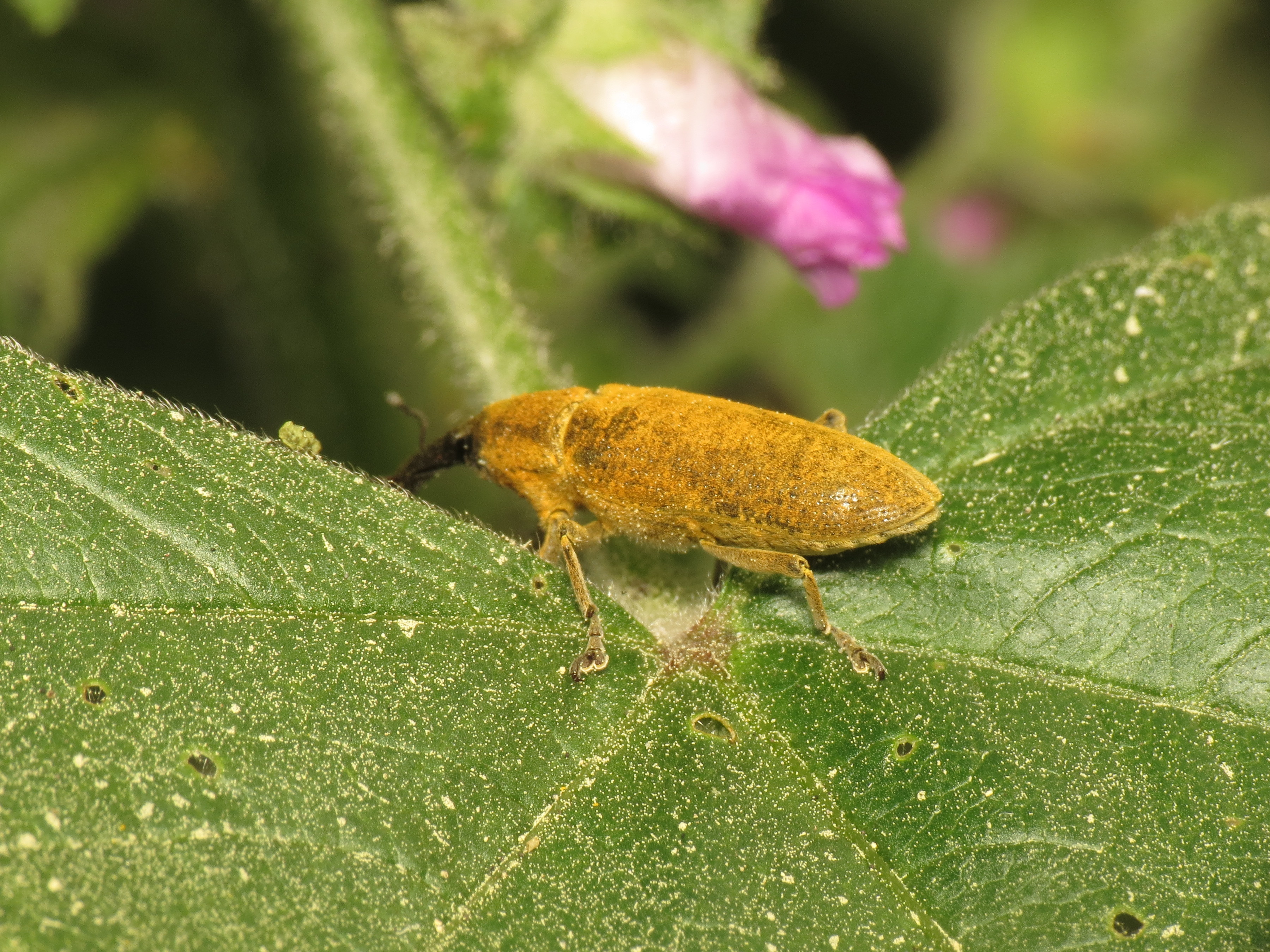
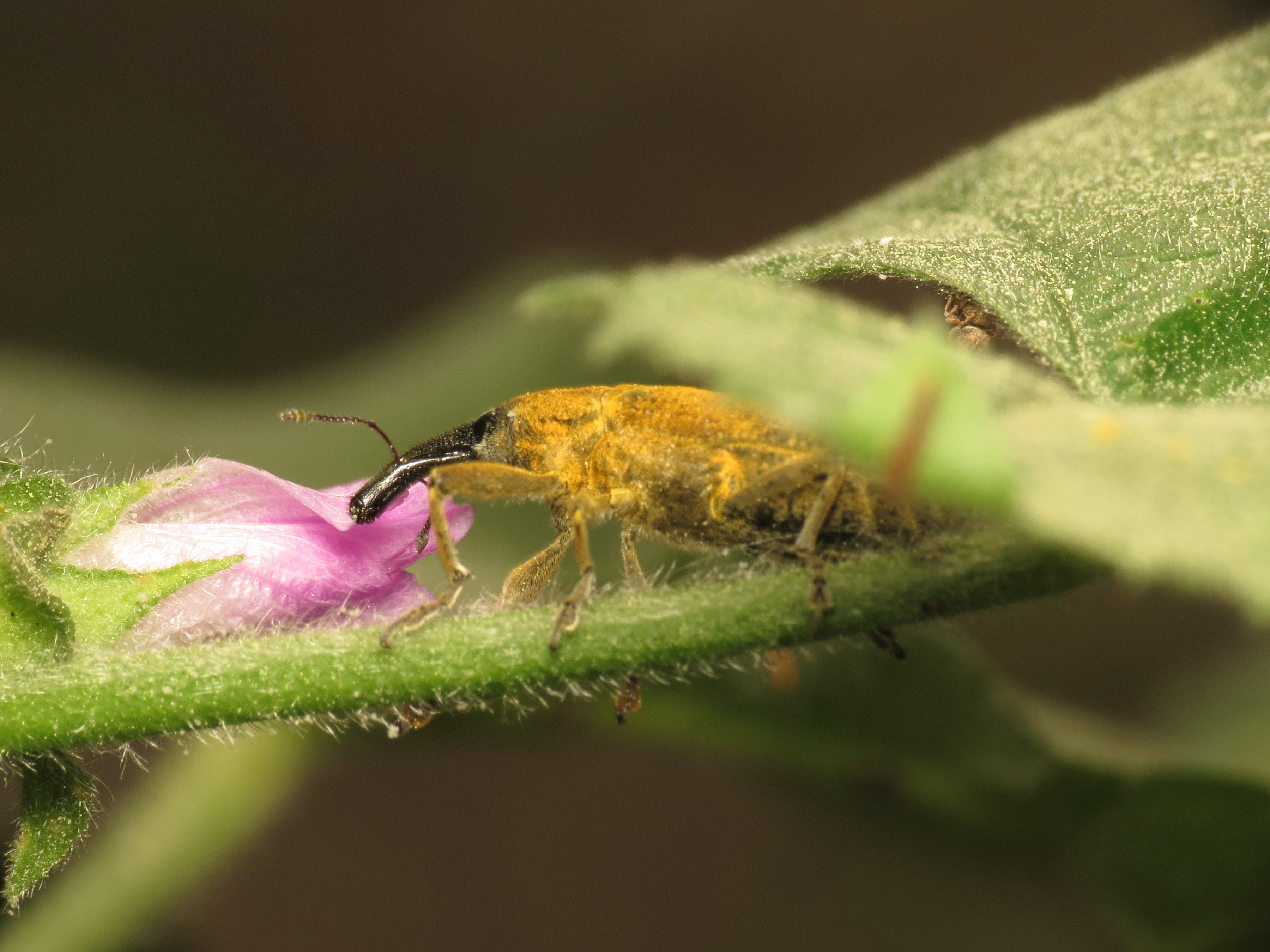
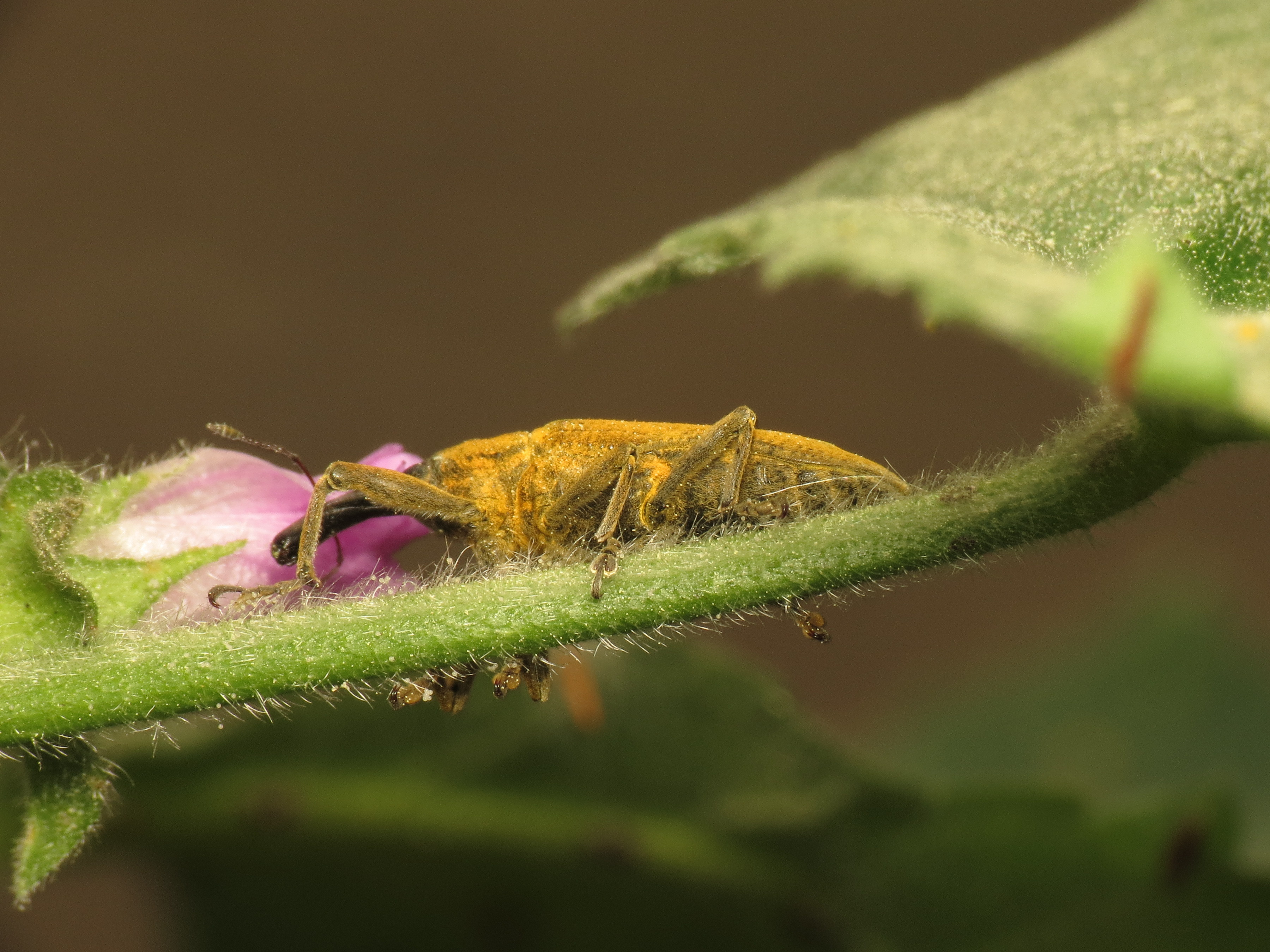
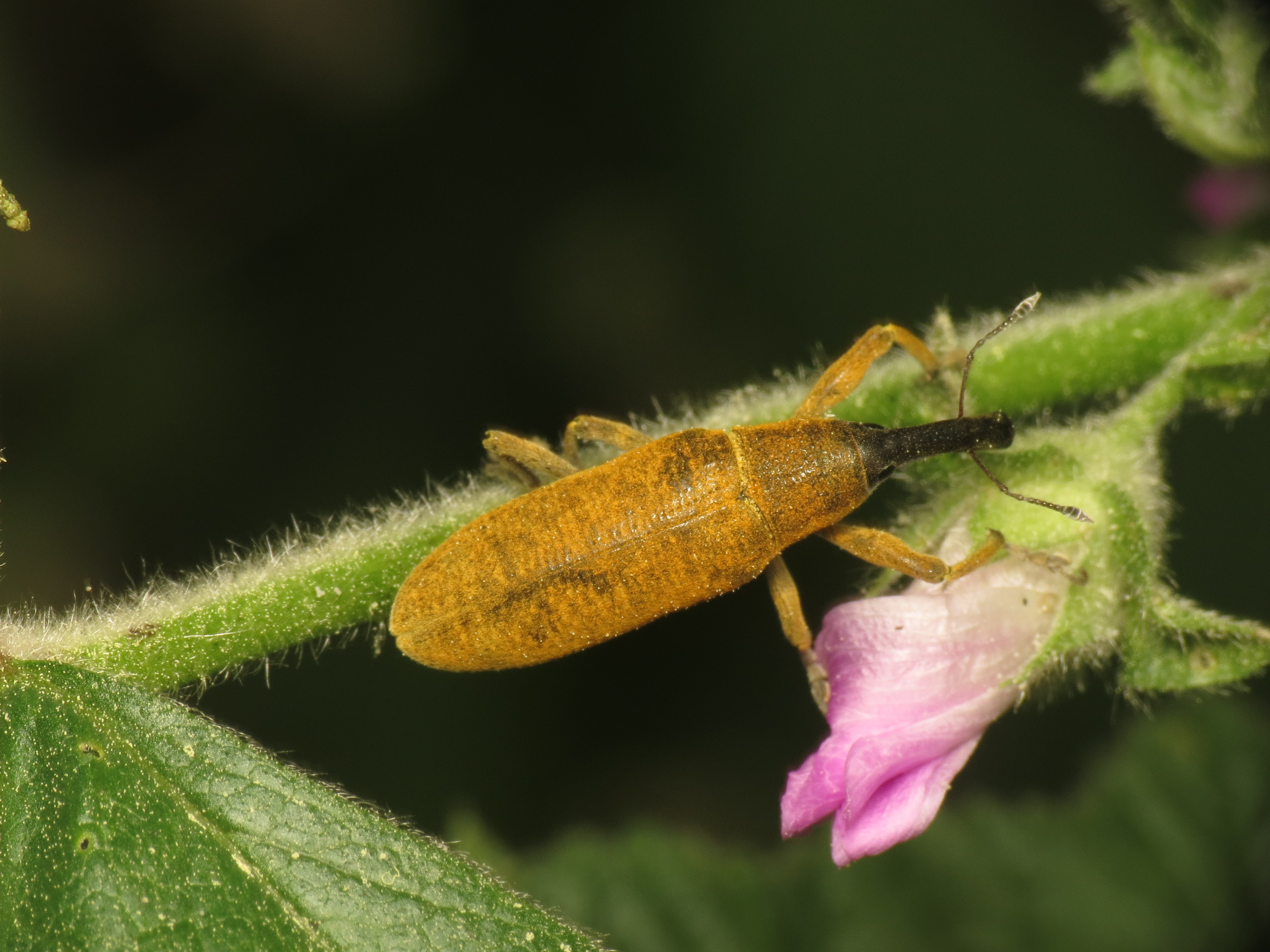